# 海陽町立宍喰小学校
海陽町立宍喰小学校（かいようちょうりつ ししくいしょうがっこう）は、徳島県海部郡海陽町久保字松本にある公立小学校。

## 概要
- 読書が大好きな子が多い学校である。読書活動の取り組みがある。[1]

### 基礎データ
最寄駅
- 阿佐海岸鉄道阿佐東線宍喰駅

最寄バス停
- 徳島バス南部宍喰駅前バス停

## 沿革
- 1873年 - 公立宍喰小学校を設立。
- 1914年（大正3年） - 竹ケ島分教場を設置。
- 1914年（大正3年）11月17日 - 竹ケ島分教場校舎改築。
- 1950年（昭和25年）3月25日 - 昭和天皇の戦後巡幸。校庭に宍喰町奉迎場を設けて天皇を迎えた[2]。
- 1975年（昭和50年）2月16日 - 竹ケ島分校校舎を鉄筋コンクリート2階建てに建て替え。
- 1983年（昭和58年）4月1日 - 宍喰町立角坂小学校を統合。
- 1987年（昭和62年）4月1日 - 宍喰町立杭瀬小学校を統合。
- 2006年（平成18年）3月31日 - 町村合併のため宍喰町から海陽町となり、現校名に改称。
- 2006年（平成18年）4月1日 - 海陽町立宍喰小学校竹ケ島分校が休校となる。

## 竹ケ島分校
竹ケ島分校（たけがしまぶんこう）は、海陽町宍喰浦竹ケ島3にある分校である。2006年4月1日から休校である。1～3年生が通った。
所在地
- 〒775-0513 徳島県海部郡海陽町宍喰浦竹ケ島3

通学区域
- 海陽町宍喰浦竹ケ島

最寄駅
- 阿佐海岸鉄道阿佐東線宍喰駅、甲浦駅

最寄バス停
- 徳島バス南部竹ヶ島バス停

## 関連学校
- 海陽町立宍喰中学校

## 通学区域が隣接している学校
- 海陽町立海部小学校
- 海陽町立海南小学校

以下は高知県。
- 馬路村立魚梁瀬小中学校
- 北川村立北川小学校
- 東洋町立野根小学校
- 東洋町立甲浦小学校